# Egyetemes Guinness Enciklopédia
Az Egyetemes Guinness Enciklopédia egy magyar nyelven (is) megjelent nagy enciklopédia.
A Ian Crofton, Clive Carpenter, Sian Mills, és Richard Milbank által szerkesztett, és magyarul 1995-ben a Pannon Könyvkiadó gondozásában Budapesten megjelent nagy alakú mű 766, fényképekkel, festményekkel, térképekkel és ábrákkal gazdagon illusztrált oldalon dolgozza fel az emberi kultúra és a tudományok összességét. Főbb témakörei a következőkː
- A világegyetem természete – csillagászat
- A nyughatatlan Föld – természetföldrajz
- Az élő bolygó – biológia
- Az emberi szervezet – biológia
- Mai világunk – társadalom
- Technológia és ipar – technika
- A világ története – történelem
- Vallás és filozófia – vallások, filozófiai rendszerek
- Vizuális művészetek – művészettörténet
- Zene és tánc – klasszikus- és könnyűzene, tánc
- Nyelv és irodalom – nyelvészet, irodalomtörténet
- Földünk országai – társadalomföldrajz